# Rosas modernas
En el cultivo de las rosas de jardín una rosa moderna se define como una rosa perteneciente a alguna de las variedades de rosa obtenidas tras la introducción de la primera rosa moderna de jardín, la rosa 'La France', en 1867.
Sin embargo la clasificación de las rosas modernas puede ser muy confusa porque muchas rosas consideradas como modernas tienen viejas rosas de jardín en su ascendencia y sus formas varían mucho. 
Las clasificaciones tienden a seguir criterios basados en las características de crecimiento y de floración.
Los diferentes cultivares (obtenciones registradas, distintivas, homogéneas y estables) pueden estar clasificados en los siguientes grupos de cultivares, el mismo cultivar puede pertenecer a más de uno de estos grupos:
- Arbustos
- Cubresuelos
- Floribundas
- Grandifloras
- Híbridos de té
- Miniaturas
- Patio
- Pernetianas
- Polyanthas
- Híbridos Rugosa
- Trepadores
- Híbridos Wichurana